# Molecular Biology and Evolution
Molecular Biology and Evolution (MBE) é uma revista científica mensal revisada por pares publicada pela Oxford University Press em nome da Society for Molecular Biology and Evolution. Ela foi fundada em 1983 por Walter Fitch e Masatoshi Nei. Os atuais co-editores-chefes são Claudia A.M. Russo e Brandon S. Gaut. Desde 2021, a revista tem acesso livre, publicando artigos na intersecção das áreas de biologia molecular e da biologia evolutiva. 
O Journal Citation Reports cita um Fator de Impacto de 2017 de 10,2 para a Molecular Biology and Evolution. Em 2018, o fator foi de 14,8, em 2019 de 11,1 e em 2023 de 11,0. Este último impacto coloca a revista em 4/54 na área de biologia evolutiva e 16/285 na área de biologia molecular.